# 로버트 오라일리
로버트 오라일리(Robert O'Reilly, 1950년 3월 25일 ~ )는 미국의 배우이다.
뉴욕에서 태어났다.

## 출연 작품
- 오메가 코드 (1999년)
- 캔디맨 3 (1999년)
- 문베이스 (1997년)
- 굿 럭 (1996년)
- 스틸 프론티어 (1995년)
- 마스크 (1994년)
- 데저트 호크 (1992년)
- 여자의 눈물 (1991년)
- 후커와 로마노 (1982년)
- 더 폴 가이 (1981년)

### 텔레비전
- 스타 트렉: 더 넥스트 제너레이션 (1989-93)
- In the Heat of the Night (1992-93)